# Казер сир л'Адур
Казер сир л'Адур (фр. Cazères-sur-l'Adour) насеље је и општина у југозападној Француској у региону Аквитанија, у департману Ланд која припада префектури Мон де Марсан.
По подацима из 2011. године у општини је живело 1147 становника, а густина насељености је износила 36,7 становника/km². Општина се простире на површини од 31,25 km². Налази се на средњој надморској висини од 74 метара (максималној 139 m, а минималној 62 m).

## Демографија
| 1962. | 1968. | 1975. | 1982. | 1990. | 1999. | 2011. |
| ----- | ----- | ----- | ----- | ----- | ----- | ----- |
| 676   | 766   | 777   | 815   | 873   | 862   | 1.147 |

График промене броја становника у току последњих година